# Ferdinandea

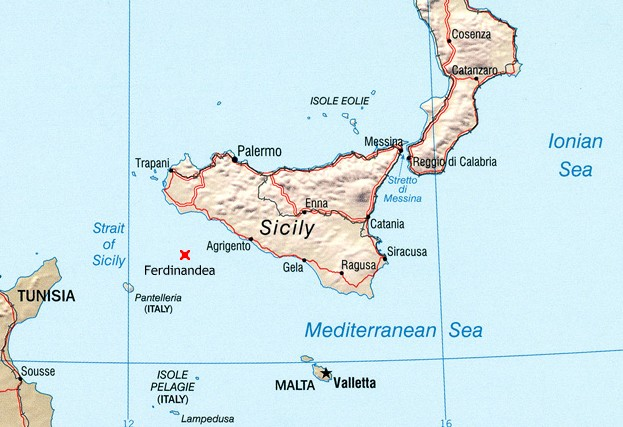
Ferdinandeas geografiska läge.

Ferdinandea är en sjunken ö i Medelhavet mellan Sicilien och Pantelleria. Britterna kallar ön Graham Island. Fransmännen kallar ön Île Julia.

## Miljö
Ön bestod av vulkanisk aska och slagg. Ferdinandeas höjd var först 16 meter, men steg senare till 63 meter, och arealen av omkring 4 hektar. På ön fanns också två sjöar, varav den största var 20 meter i omkrets och 2 meter djup.
Det är undervattensvulkanen Empledocles som skapade Ferdinandea av lava och aska då den fick utbrott. Empledocles är fortfarande aktiv, så teoretiskt sett kan ön återuppstå. Det första kända utbrottet skedde år 10 före Kristus. Vulkanen upptäcktes av romarna.

## Historia

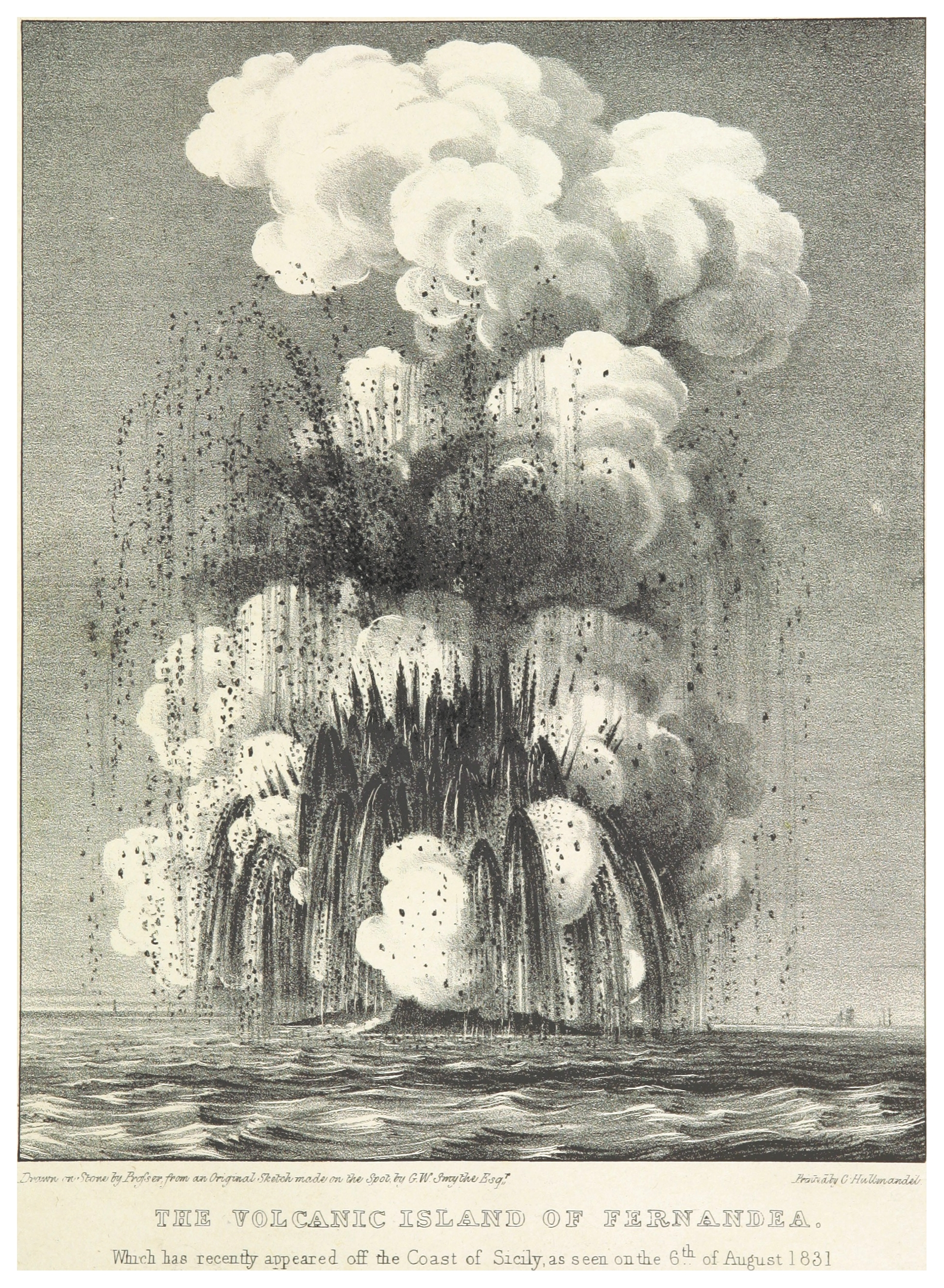
Ferdinandea (1831)

Ferdinadea uppstod genom ett vulkanutbrott 17 juli 1831. Den 20 juli landsteg brittiska trupper på ön ledda av amiral Sir James Graham. De döpte ön till Graham Island. Ön fick sitt namn efter amiralen.
Ferdinand II av Bägge Sicilierna gillade inte detta och skickade ut en korvetten Etna. De tog ön i besittning direkt sedan britterna lämnat ön.
Även franska marinen åkte till ön. De kallade ön Île Julia eftersom ön uppstod i juli.
En diplomatisk strid mellan de tre länderna om ön uppstod. Tidningar piskade upp stämningen ytterligare. Dispyten berodde på öns strategiska läge som gav kontroll över sjöfarten i Medelhavet.
I december 1831 försvann ön i havet igen. År 1863 kom den till ytan igen, men bara kortvarigt.
1986 misstog USA flygvapen den sjunkna ön för en libysk ubåt och bombade den.
2000 satte Italien en flagga på den sjunkna ön. Prins Carlo di Bourdon, ättling till kungen av Sicilien, satte ned en platta där det stod: "Detta stycke mark tillhörde en gång sicilianska folket och ska alltid göra det."
Numera har man i FN enats om att om ön skulle återuppstå kommer den att tillfalla Italien, och inget land motsätter sig detta.